# 정치물

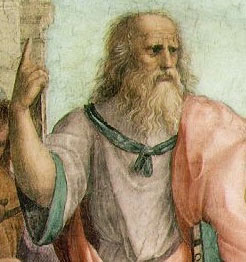
플라톤

모어

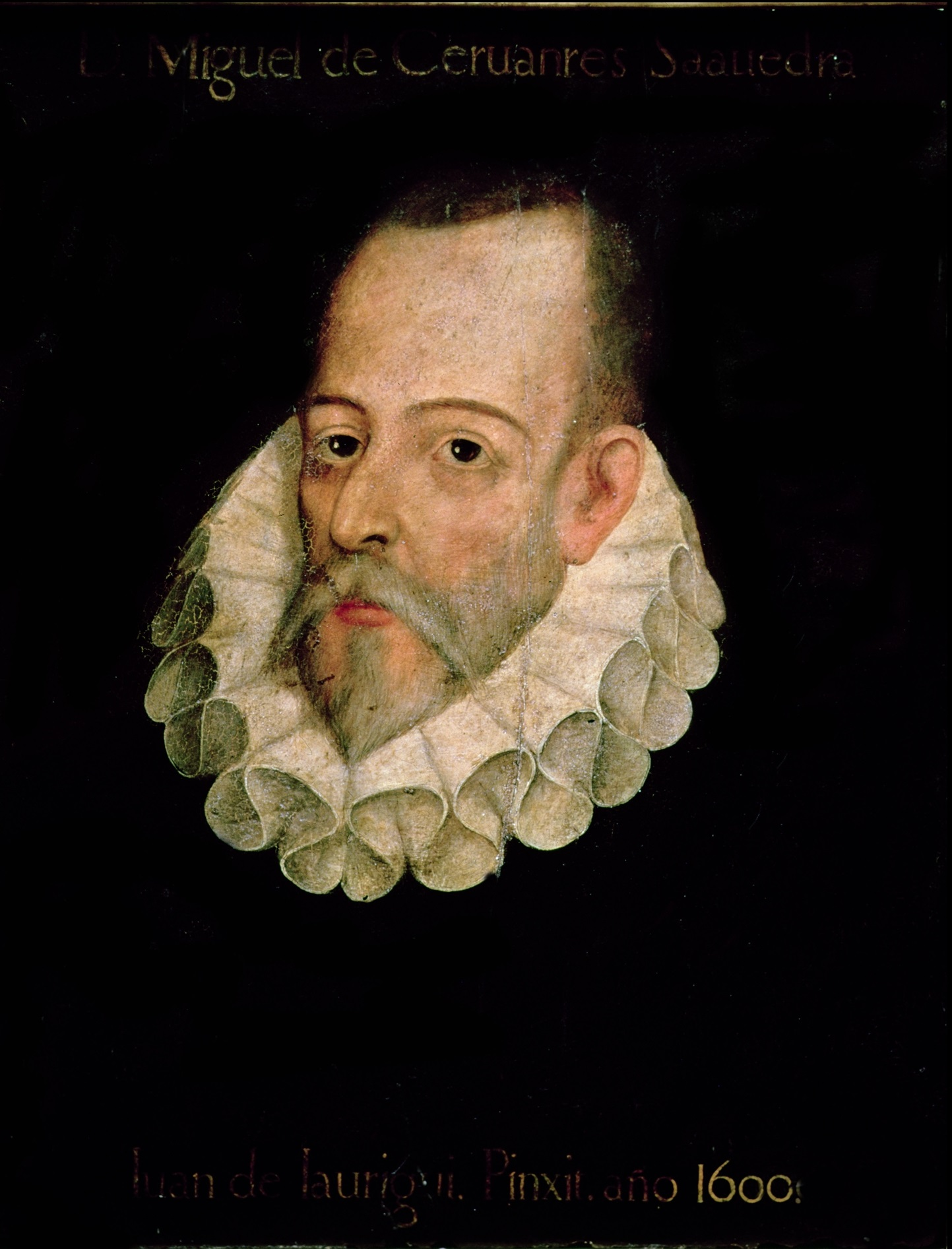
세르반테스

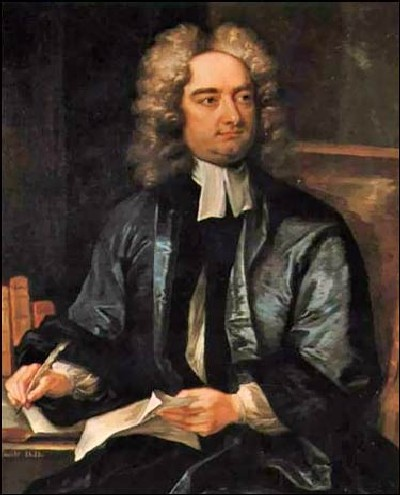
스위프트

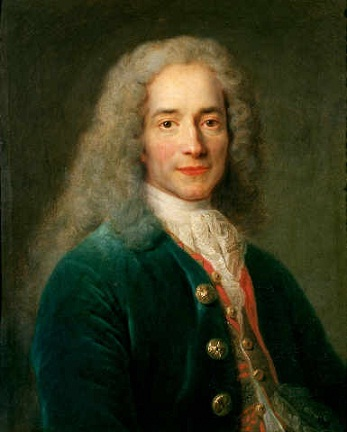
볼테르

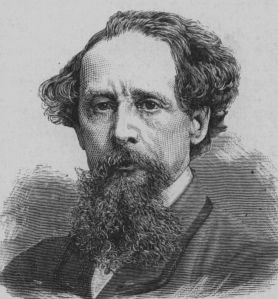
디킨스

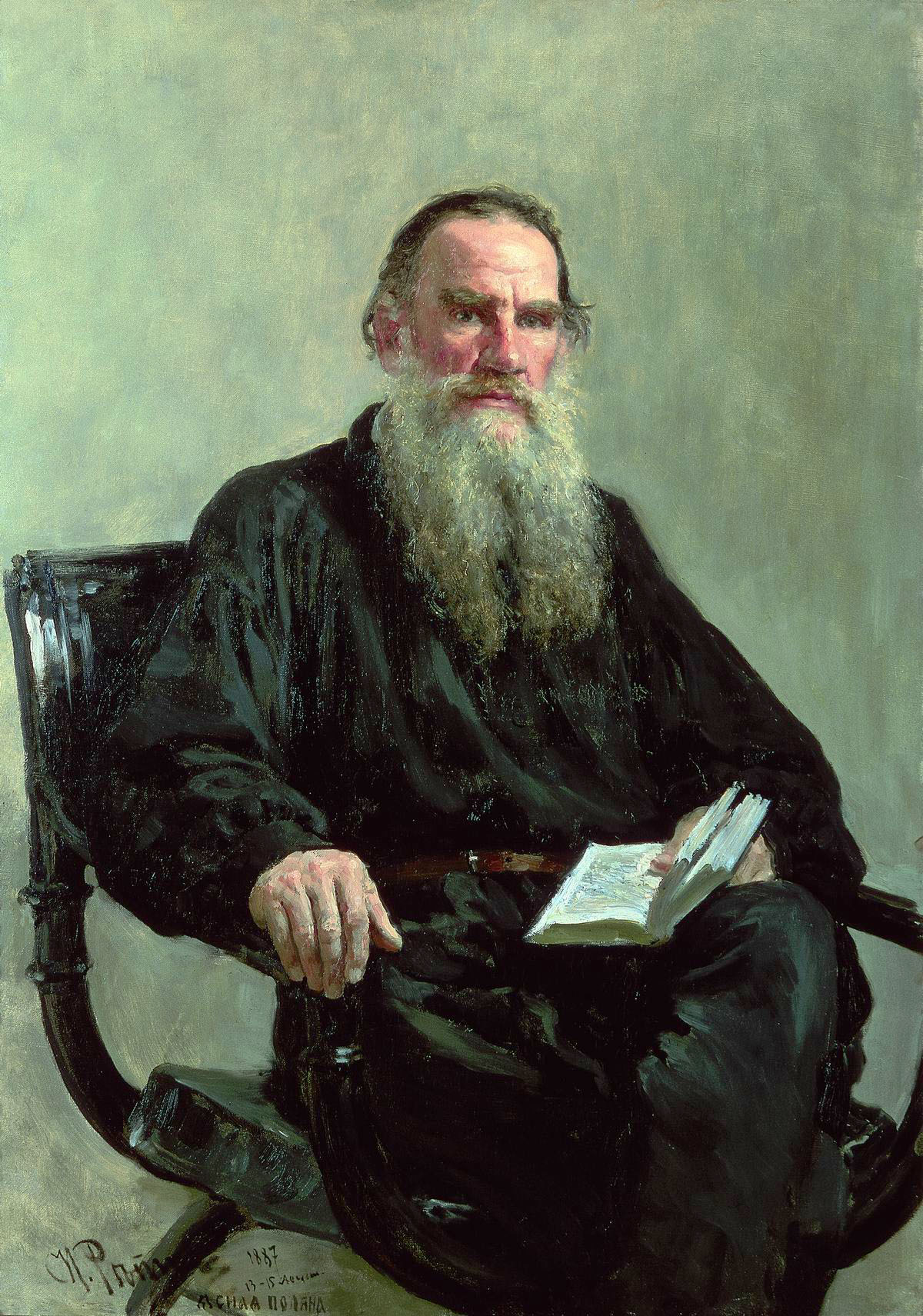
톨스토이

정치물 (political fiction)은 픽션의 서브 장르로, 정치적인 일을 취급한다. 스토리를 표현 수단으로서 정치적 사건, 정치 시스템, 정치학 등에 대해서 말하는 것을 특징으로 한다. 직접적으로 현실의 사회를 비판하거나 가공의, 가끔 기상천외한 세계를 그리는 작품이 많다.
20세기 전반에는 특히 전체주의적 디스토피아를 그린 정치물이 눈에 띄며, 잭 런던의 <철의 뒤꿈치> (1908), 싱클레어 루이스의 It Can't Happen Here (1935) 등이 있다. 초기의 후세에 영향을 준 작품으로서는, <걸리버 여행기> (1726), <캉디드> (1759), <톰 아저씨의 오두막> (1852) 등이 있다. 정치물은 풍자를 섞고 있는 것이 많아, 유토피아 /디스토피아 소설이나 사회파 SF 등의 장르로 분류되는 것도 많다.

## 작품례
이하에 고전 및 특필해야 할 작품을 열거한다.
- 《국가》 (기원전 360년 즈음) 플라톤
- 《판차탄트라》 (기원전 200년 즈음) 비슈누 샤르마
- 《유토피아》 (1516) 토마스 모어
- 《그리스 사절의 작별하고 떠남》 (1578) 얀 코하노프스키
- 《돈 키호테》(1605) 미겔 데 세르반테스
- 《바보 이야기》 (1668) 그린메르스하우젠
- 《천로역정》 (1678) 존 버니언
- 《페르시아인의 편지》 (1721) 샤를 드 몽테스키외
- 《걸리버 여행기》 (1726) 조나단 스위프트
- 《캉디드》 (1759) 볼테르
- 《바나비 랏지》 (1841) 찰스 디킨스
- 《약혼자》 (1842) 알레산드로 만초니
- 《코닝즈비, 또는 신세대》 (1844) 벤저민 디즈레일리
- 《시빌, 혹은 두 개의 국민》 (1845) 벤저민 디즈레일리
- 《톰 아저씨의 오두막》 (1852) 해리엇 비처 스토
- 《두 도시 이야기》 (1859) 찰스 디킨스
- 《아버지와 아들》 (1862) 이반 투르게네프
- 《전쟁과 평화》 (1869) 레프 톨스토이
- 《악령》 (1872) 표도르 도스토옙스키
- 《도금 시대》 (1876) 마크 트웨인, 찰즈 워너
- 《카사마시마 공작 부인》 (1886) 헨리 제임스
- 《보스턴의 사람들》 (1886) 헨리 제임스
- 《돌아보면》 (1888) 에드워드 벨러미
- 《노스트로모》 (1904) 조지프 콘래드
- 《정글》 (1906) 업턴 싱클레어
- 《철의 뒤꿈치》 (1908) 잭 런던
- 《서구인의 눈에》 (1911) 조지프 콘래드
- 《심판》 (1925) 프란츠 카프카
- 《성》 (1926) 프란츠 카프카
- 《훌륭한 신세계》 (1932) 올더스 헉슬리
- 《동물농장》 (1945) 조지 오웰
- 《심리학적 유토피아》 (1948) 버러스 프레더릭 스키너
- 《1984년》 (1949) 조지 오웰
- 《점잖은 미국인》 (1955) 그레이엄 그린
- 《어깨를 움츠리는 아틀라스》 (1957) 아인 랜드
- 《희극 배우》 (1966) 그레이엄 그린
- 《암 병동》 (1967) 알렉산드르 솔제니친
- 《워싱턴 D.C.》 (1967) 고어 비달
- 《아론 바아의 영웅적 생애》 (1973) 고어 비달
- 《초콜릿 워》 (1974) 로버트 코미아
- 《1876》 (1976) 고어 비달
- 《바인란드》 (1990) 토머스 핀천

## 과학물
- 《멋진 신세계》 (1959) 로버트 A. 하인라인
- 《빼앗긴 자들》 (1974) 어슐러 르 귄
- 《화성 3부작》(1990년대) 김 스탠리 로빈슨

## 같이 보기
- 정치 소설 - 픽션이 아닌 것도 포함한다